# Stintino
Stintino (sasarski: Isthintìni, sardinski: Istintìnu) je grad i općina (comune) u pokrajini Sassariju u regiji Sardiniji, Italija. Nalazi se na nadmorskoj visini od 9 metara i ima 1 623 stanovnika.
 Prostire se na 59,04 km². Gustoća naseljenosti je 27 st/km².
Susjedne općine su: Sassari.